# Anna Banana
Anna Banana, née le 24 février 1940  sous le nom d' Anne Lee Long à Victoria, en Colombie-Britannique et morte le 29 novembre 2024 à Roberts Creek, est une artiste canadienne connue pour ses performances, ses écrits et son travail d'éditrice. Elle est la première artiste à utiliser le « timbre artistique », des œuvres créées dans un format de timbre-poste. Depuis le début des années 1970, elle participe au mouvement de l'art postal. En tant qu'éditrice, Anna Banana a lancé le magazine Vile (1974-1983) et le bulletin Banana Rag Artistamp News et Encyclopedia Bananica .

## Carrière
Anna Banana fréquente l’Université de la Colombie-Britannique de 1958 à 1963, où elle obtient un certificat d’enseignement élémentaire. Elle enseigne pendant cinq ans à Vancouver. 
Elle commence sa carrière à Victoria en tant qu’artiste textile. Elle lance son bulletin d'information, Banana Rag, pour son projet Town Fool à Victoria en 1971.  
En 1973, elle déménage à San Francisco, en Californie, pour rejoindre des tenants de l'art postal connus sous le nom de dadaïstes de la région de la Baie, qui produisent des performances néo-dada, du courrier artistique et diverses publications. Elle travaille alors dans une imprimerie où le premier numéro de son magazine Vile avait été imprimé en 1974. Conçu à l'origine comme un lieu de documentation du réseau, Vile était un mélange d'art, de poésie, de fiction, de lettres, de photos et de publicités manipulées du magazine Life. Entre 1974 et 1981, sept numéros de Vile sont publiés, explorant un large éventail de formats et de supports définissant l'art postal. 
À son retour au Canada en 1983, Anna Banana publie About Vile, une histoire du magazine et de sa relation avec son partenaire Bill Gaglione. La même année, elle organise un événement Banana Art pour le Global Television Network, au Bridges Restaurant, à Granville Island, à Vancouver. 
De 1983 à 1985, Banana travaille au département de production d’Intermedia Press, où elle apprend la technique de l’impression en couleurs, utilisée dans son ouvrage de 1988 International Art Post. L'ouvrage devient ensuite une publication annuelle; la 24e édition est parue en octobre 2011. 
Banana fait paraître en 1990 Album Artistamp Collector. Des portraits d’artistes, des nouvelles sur les timbres, de nouvelles éditions et plusieurs timbres de couleur figurent dans chaque numéro. Elle revient ensuite aux thèmes généraux de l'art postal dans Banana Rag dont le numéro 41 paraît en septembre 2011. 
En 1991, Banana crée un livre miniature et une feuille de timbres intitulée 20 Years of Fooling Around with A. Banana, destinés à servir de catalogue à sa rétrospective de vingt ans à la galerie Grunt de Vancouver. Les éditions de luxe du livre comportent des timbres imitant les illustrations en noir et blanc.  
Elle vit en Colombie-Britannique où elle gère les Banana Productions[1]. L'International Art Post est leur seule publication avec un tirage de 700 exemplaires. 

### Écrits
Outre le récit de ses années à la New School et des éditoriaux dans Vile, Banana Rag et Artistamp News, Banana a publié de nombreux articles dans diverses publications notamment dans le magazine Maclean's et la revue Rubberstampmadness. 

### Événements interactifs
En 1974, Anna Banana organise des événements interactifs où elle offre des « diplômes de bananologie » aux participants. En 1975, ce sont les Jeux olympiques de la banane qui attirent plus de 100 concurrents au lancer de la banane, à la course en équilibre sur l'eau et à la course à quatre pattes. Les gagnants sont ceux qui ont franchi la ligne d'arrivée avec le plus beau costume et le meilleur style. 
En 1980, la conservatrice d’art Rosa Ho invite Banana à présenter les Jeux olympiques de la banane à la Galerie d’art de Surrey, en Colombie-Britannique. Initialement prévu pour le 1er avril, l'événement est retardé de trois mois en raison d'un conseiller de Surrey qui pensait que l'événement n'était pas de l'art. La polémique inspire à Banana de créer l'événement « le Marathon des bureaucrates » : trois pas en avant, deux en arrière et un de chaque côté. L'événement a finalement lieu le 13 juillet avec plus de 100 participants.  

### Performances
Au cours des années 1970, Banana participe aux défilés, aux événements du poisson d'avril et collabore avec des dadaïstes de la région de la Baie sur de la poésie sonore et des synthèses futuristes italiennes. Anna Banana et Bill Gaglione présentent plusieurs performances à Toronto, à Vancouver, à San Francisco, à San José, à San Diego et à Los Angeles. 
En 1981, Banana revient à Vancouver et reçoit un financement pour une nouvelle œuvre solo intitulée Why Banana? qu'elle présente à partir de 1982 dans neuf villes du Canada. La même année, elle organise un concours de mode Going Bananas à Vancouver avec 25 participants. 
Les spectacles et les tournées de Banana se poursuivirent dans les années 1980 aux États-Unis et en Europe. Elle tient également divers événements interactifs impliquant le public autour du thème de la banane.

### Conservatrice
En 1983, Banana organise une exposition d'art postal Show Your Colors à Vancouver et publie un catalogue pour les 246 artistes (de 32 pays) participants. 
En 1998, Banana monte Artistamps, une exposition de la collection d'art postal du réseau international Mail-Art, pour le Sechelt Art Center de Sechelt, en Colombie-Britannique.

### Expositions
Le travail de Banana a fait l'objet de nombreuses expositions à Victoria, Budapest, Bremen, Boston, Chicago, Vancouver, Albany, Berne, Seattle, Paris, Gatineau, Bruxelles et Cassel.
Une exposition de mi-carrière a été présentée à grunt gallery à Vancouver en 1990, intitulé 20 Years of Fooling Around with Anna Banana. L’exposition présentait ses estampes d’artistes, ses collages, dessins et peintures. Anna Banana a également présenté des performances sonores et la documentation vidéo de son projet interactif le Banana Olympics en 1975 et 1980.